# S/2019 S 2
S/2019 S 2 es un satélite natural de Saturno. Su descubrimiento fue anunciado por Edward Ashton, Brett J. Gladman, Jean-Marc Petit y Mike Alexandersen el 3 de mayo de 2023 a partir de observaciones realizadas entre el 3 de julio de 2019 y el 9 de julio de 2021.
S/2019 S 2 tiene unos 3 kilómetros de diámetro, y orbita Saturno a una distancia de 16 560 gigametros en 796.22 días, con una inclinación de 173.3°, orbita en dirección retrógrada y posee una excentricidad de 0.279. S/2019 S 2 pertenece al grupo nórdico de satélites.